# Dom Belházyego
Dom Belházyego – zabytkowy zespół zabudowań w Bańskiej Szczawnicy na Słowacji. Jeden z najpiękniejszych zabytków architektury renesansu w tym mieście. Chroniony od 1961 r. jako narodowy pomnik kultury (słow. Narodná kultúrna pamiatka, w Centralnym rejestrze zabytków nr 2503/7).

## Położenie
Zespół położony jest w centrum miasta, ok. 150 m na południowy zachód od centralnego placu miejskiego (Námestie Svätej Trojice), w narożniku, jaki tworzą ulice: Andreja Sládkoviča i Špitálska (adres: Sladkovičova ul. nr 1). Zajmuje działkę usytuowaną u stóp zbocza, wspinającego się wyżej na szczyt Paradajs.

## Historia
Powstał poprzez przebudowę dwóch pojedynczych domów pochodzących z przełomu XIV i XV wieku, z których jeden jest połączony z górniczą sztolnią z XIII wieku, wydrążoną w stoku. Ten typ domów mieszkalnych, połączonych z wejściem do kopalni, jest wyjątkowy i specyficzny dla Bańskiej Szczawnicy. Połączenie obu domów nastąpiło w 1616 roku, kiedy to były one własnością bogatego mieszczanina i przedsiębiorcy górniczego (wg miejscowej tradycji: waldbürgera) Zigmunda Eggsteina von Ehrenegg. Zrealizowano je poprzez dobudowę zachodniego skrzydła oraz dodanie narożnego wykuszu, który stał się ozdobą budowli, utrzymanych w stylu renesansowym. Budowla sytuowana była teraz na planie litery „L”. W drugiej połowie XVII w. dokonano nadbudowy drugiej kondygnacji nad główną częścią budowli oraz podziałów wnętrz na mniejsze pomieszczenia.
W XVIII w., w czasach, kiedy obiekt był własnością burmistrza Jána Belházyego, przeprowadzono jego barokową przebudowę, w trakcie której m.in. dobudowano arkadową galerię i jednokondygnacyjne skrzydło zamykające dziedziniec od północnej strony. Nadbudowano również piętro gospodarczego skrzydła w narożniku zachodnim, a fasada główna uzyskała dekorację malarską (św. Katarzyna, Immaculata i św. Florian – freski zniszczono podczas restauracji w XX w.)). Przebudowa ta nadała budowli obecny kształt: powstał unikatowy zabytek architektoniczny, łączący w sobie harmonijnie elementy stylów renesansu i baroku. W końcu XVIII w. dobudowano arkadowe galerie od strony tylnego dziedzińca. W 1803 r. odnowiono mur otaczający obiekt, w którym osadzono masywny, półkoliście zamknięty portal bramny.
W latach 1770–1900 w budynku mieściła się katedra chemii z laboratoriami miejscowej Akademii Górniczej. W roku 1900 umieszczono tu katedrę fizyki tej Akademii, w związku z czym nadbudowano drugą kondygnację nad skrzydłem północnym.
W roku 1990 ukończony został generalny remont obiektu wraz z dziedzińcem i przyległym od tyłu ogrodem. W latach 1994–2006 mieścił się tu Wydział Ekologii i Środowiska Uniwersytetu Technicznego w Zwoleniu, a później detaszowana pracownia katedry UNESCO, która pełni funkcję ośrodka terenowego, wycieczkowego i konferencyjnego tego Wydziału.
W latach 1992–1996 mieściła się tu również placówka Słowackiego Czerwonego Krzyża i punkt pobierania krwi od honorowych dawców. Następnie obiekt, będący własnością miasta, do 2010 r. wynajmowało przedsiębiorstwo Slovenský vodohospodársky podnik.

## Charakterystyka
Budowla założona jest na planie nieregularnej litery „U”. Murowana, otynkowana, podpiwniczona, dwupiętrowa. Zachowało się szereg detali architektonicznych, jak kamienne, rzeźbione portale, profilowane obramienia otworów okiennych, kolumny, a w sklepieniu arkadowej galerii stiukowe rozety.